# Сидорово (Вытегорский район)
Сидорово — деревня в Вытегорском районе Вологодской области.
Входит в состав Андомского сельского поселения (с 1 января 2006 года по 9 апреля 2009 года входила в Макачевское сельское поселение), с точки зрения административно-территориального деления — в Макачевский сельсовет.
Расположена на левом берегу реки Андома. Расстояние до районного центра Вытегры по автодороге — 38 км, до центра муниципального образования села Андомский Погост по прямой — 9 км. Ближайшие населённые пункты — Макачево, Опово, Перевоз, Рубцово.
По переписи 2002 года население — 6 человек.
В реестр населённых пунктов в 1999 году была внесена под названием Сидорова. Изменение в реестр внесено в 2001 году.